# Szczęsny Kliczewski
Szczęsny (Feliks) Kliczewski herbu Brodzic – skarbnik płocki w 1570 roku.
Sędzia deputat kapturowy województwa płockiego w 1572 roku.